# Kristy, Are You Doing Okay?
"Kristy, Are You Doing Okay?" é um single da banda estadunidense The Offspring, lançado em 2008 pela gravadora Columbia Records.
A canção foi escrita sobre uma menina que o vocalista Dexter Holland conhecia quando era adolescente e ainda estudava no colégio. Ela sofria abusos sexuais e todos na vizinhança (incluindo o próprio Dexter) sabiam disso, mas ninguém fez nada a respeito. Ele escreveu a canção como um pedido de desculpas para a garota.